# Passalus connatus
Passalus connatus (лат.) — вид сахарных жуков рода Passalus из семейства пассалиды (Passalidae). Неотропика. Чёрные, блестящие. Брахиптерные. Передний край лица прямой без вторичных медиофронтальных бугорков; медиофронтальная область слегка поперечная и пунктированная в передней части; крупный центральный бугорок со слегка свободной вершиной; медиофронтальный + латерофронтальный бугорки сходны и близки к внутренним бугоркам; сильные задние лобные гребни; узкие внутренние бугорки; узкий глазной кант с закругленной вершиной; передние углы пронотума закруглены; передняя маргинальная борозда на 2/3 ширины пронотума; препистернум с заметными волосками; плечи и эпиплевры опушены; метастернум густо пунктирован латеропостернально; опушенная метастернальная латеральная борозда.